# Bundeswehrkrankenhaus Hamburg

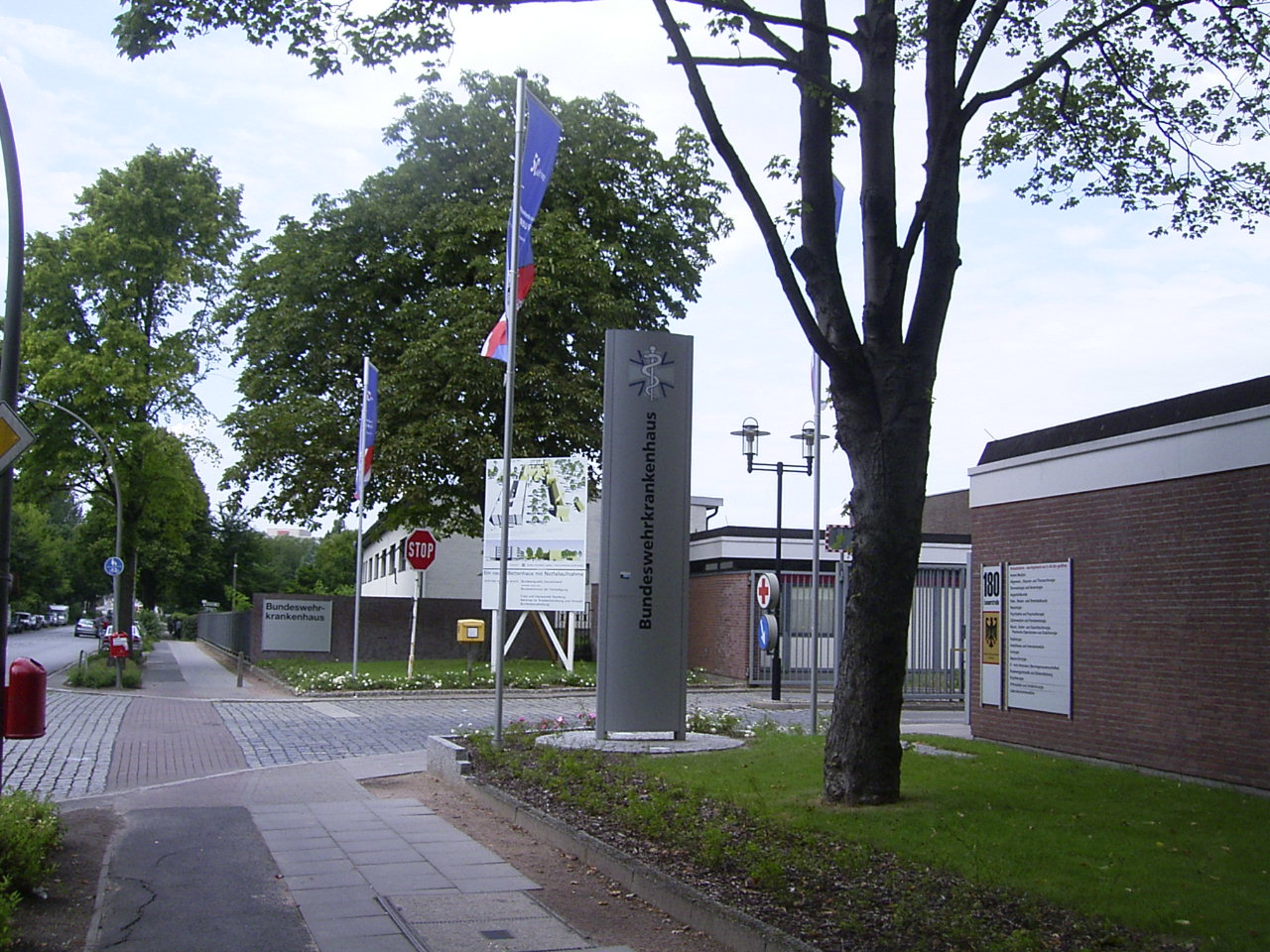
Zufahrt zum Bundeswehrkrankenhaus Hamburg

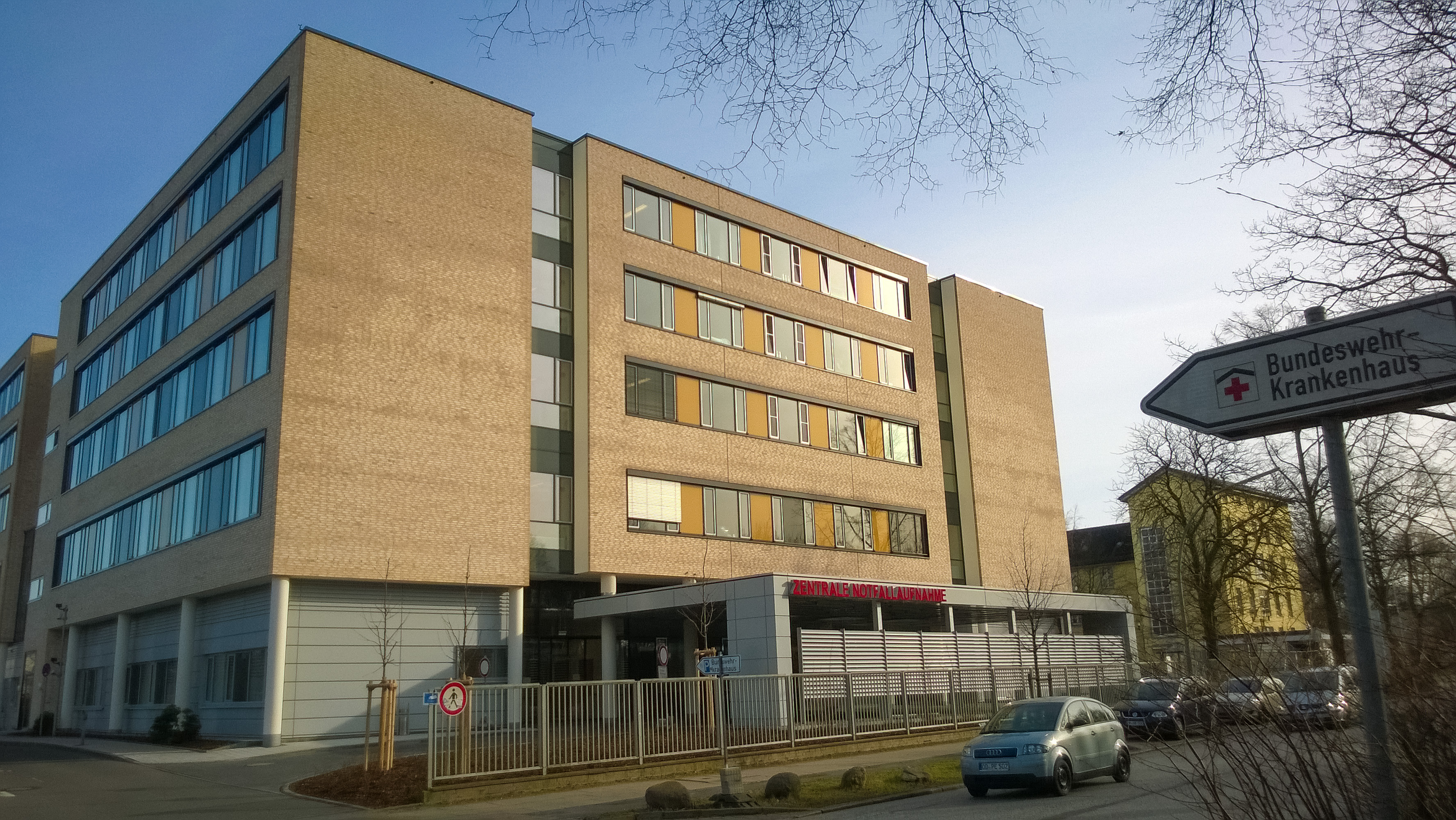
Neubau mit Zentraler Notaufnahme

Das Bundeswehrkrankenhaus Hamburg (BwKrhs Hamburg) ist eines von fünf Bundeswehrkrankenhäusern in Deutschland und befindet sich im Hamburger Stadtteil Wandsbek, der zum gleichnamigen Bezirk gehört.

## Allgemeines
Am Bundeswehrkrankenhaus Hamburg sind rund 1300 Mitarbeiter beschäftigt. Davon stehen etwa 300 Ärzte, hauptsächlich Sanitätsoffiziere der Bundeswehr, sowohl der medizinischen Versorgung von Soldaten als auch für die Zivilbevölkerung der Hansestadt und des Hamburger Umlands zur Verfügung. Das Bundeswehrkrankenhaus ist Bestandteil des Hamburgischen Krankenhausplans. Pro Jahr werden rund 11.000 Patienten stationär und über 70.000 ambulant behandelt. Kommandeur und Ärztlicher Direktor ist seit April 2022 Generalarzt Thomas Harbaum.
Das Krankenhaus wurde ab 2019 für 300 Millionen Euro modernisiert; dabei sollte ein neues Multifunktionsgebäude mit OP-Sälen, Fachuntersuchungsstellen und das Schifffahrtsmedizinische Institut der Marine entstehen.

## Geschichte
Am 4. August 1937 wurde das Haus nach anderthalbjähriger Bauzeit als Standortlazarett des Heeres eingeweiht. Es wurde nach Plänen des Architekten Hermann Distel gebaut und verfügte über 400 Betten. Nach Kriegsende nutzte das britische Militär das Haus, bis es am 24. Februar 1958 Bundeswehrlazarett wurde. Gemäß dem Begriff „Lazarett“ wurden zunächst nur Soldaten behandelt. Geleitet wurde das Bundeswehrlazarett Hamburg 1958/59 von Oberstarzt von Drigalski, anschließend bis 1964 von Oberstarzt Hans-Joachim Zierach, danach von Ewald Kleist.
Nach Durchführung einiger Erweiterungen wurde das Bundeswehrlazarett am 1. Oktober 1969 in „Bundeswehrkrankenhaus“ umbenannt und gleichzeitig für die Behandlung von Zivilpatienten geöffnet.

## Medizinische Fachgebiete
Das Bundeswehrkrankenhaus Hamburg (kurz: BwKrhs Hamburg) ist ein klassisches Krankenhaus der Regelversorgung und verfügt über folgende Fachabteilungen:
- Innere Medizin einschließlich Tropenmedizin (Klinik I)
- Allgemein- und Viszeralchirurgie, Gefäßchirurgie (Klinik II)
- Dermatologie und Venerologie (Klinik III)
- Augenheilkunde (Klinik IV, nicht bettenführend)
- Hals-Nasen-Ohrenheilkunde (Klinik V)
- Zentrum für seelische Gesundheit (Klinik VI)
- Mund-Kiefer-Gesichtschirurgie & Plastische Operationen (Klinik VII)
- Radiologie (Abteilung VIII)
- Neurologie (Klinik IX)
- Anästhesie, Intensiv- und Notfallmedizin, Schmerztherapie (Klinik X) einschließlich Zentraler Interdisziplinärer Notfallaufnahme (ZINA) sowie Rettungs- und Simulationszentrum
- Urologie (Klinik XI)
- Neurochirurgie (Klinik XII)
- Orthopädie und Unfallchirurgie (Klinik XIV)
- Zentrallabor – Labormedizin (Abteilung XVI)
- Mikrobiologie und Krankenhaushygiene (Abteilung XXI)
- Fachzahnärztliches Zentrum (Abteilung XXIII)

Neben der stationären Versorgung von zivilen und militärischen Patienten erfolgt in den Ambulanzen der Kliniken (sog. Fachuntersuchungsstellen bzw. FU-Stellen) die ambulante Betreuung von Soldaten. Die Zentralabteilung, der militärische Stab, die Krankenhausapotheke, die Pflegedienstleitung sowie der Servicebereich Krankenhausverwaltung unterstützen die medizinischen Fachabteilungen.
Das Zentrum für seelische Gesundheit ist eines der Behandlungszentren der Bundeswehr für jene 1875 Bundeswehrangehörigen, die als Folge ihrer Kriegserlebnisse an psychischen Störungen, insbesondere der Posttraumatischen Belastungsstörung (PTBS), leiden. Es ist die einzige Klinik, die ausschließlich militärische Patienten versorgt.
In Zusammenarbeit mit dem Hamburger Bernhard-Nocht-Institut für Tropenmedizin (BNI) und dem Universitätsklinikum Hamburg-Eppendorf entwickelt sich das Bundeswehrkrankenhaus Hamburg zum Zentrum der Streitkräfte für die Behandlung von Tropenkrankheiten. Darüber hinaus werden Forschungsprojekte sowie nationale und internationale Fort- und Weiterbildungen durchgeführt. Den Einsatz deutscher Soldaten bei der Kongo-Mission begleiteten unter anderem 16 Tropenmediziner aus dem Bundeswehrkrankenhaus Hamburg.
Seit Januar 2007 kooperiert das Bundeswehrkrankenhaus Hamburg in der Aus-, Fort- und Weiterbildung sowie der medizinischen Versorgung mit dem Universitätsklinikum Hamburg-Eppendorf.

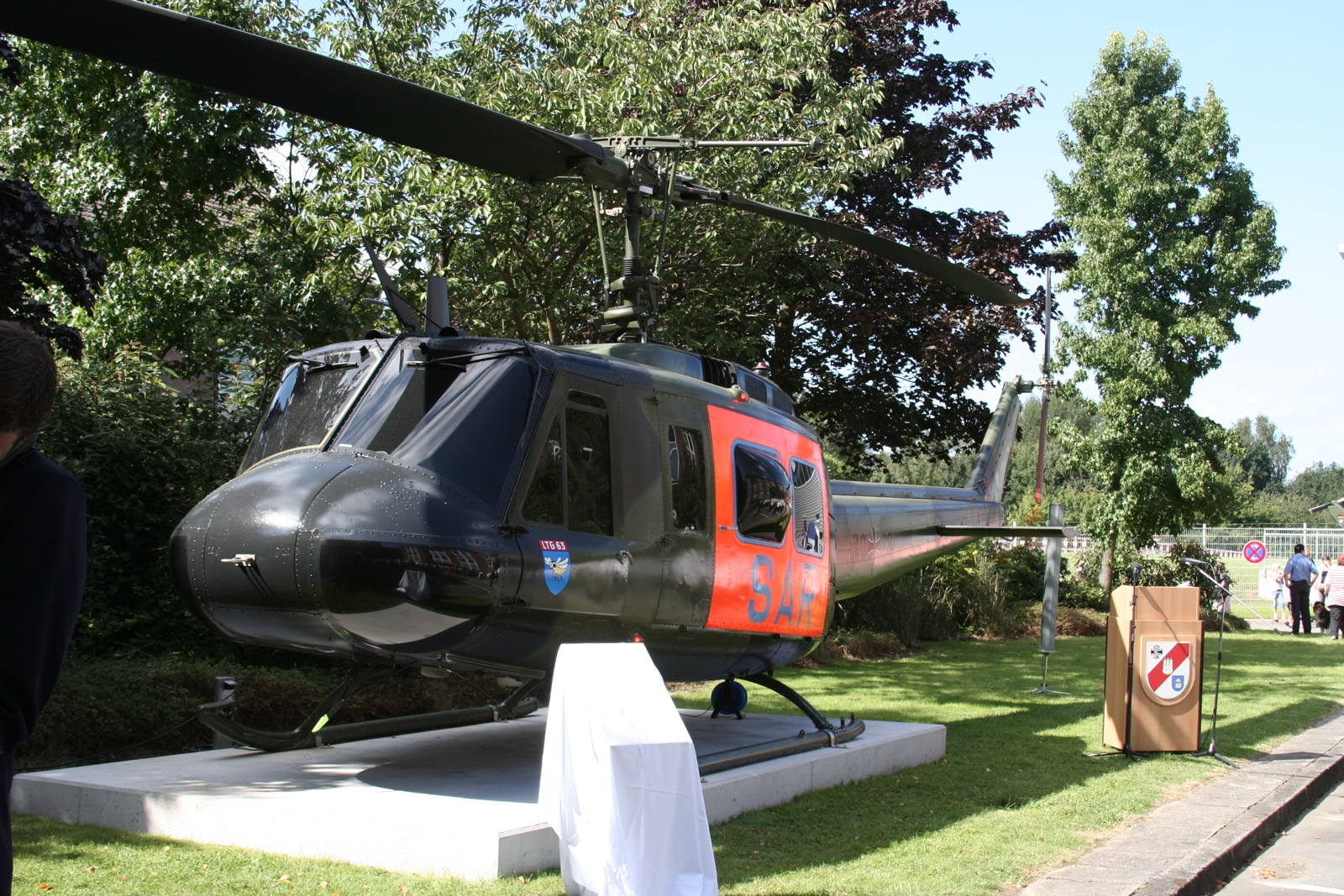
Den Besatzungen des ehemaligen SAR 71 ist 2008 am BWK Hamburg dieses Denkmal gewidmet worden

Am Bundeswehrkrankenhaus Hamburg ist neben mehreren Rettungsdienstfahrzeugen von Bundeswehr und Feuerwehr Hamburg auch der Rettungshubschrauber Christoph 29 (bis 2006 SAR 71) stationiert. Dieser wird vom Bundesministerium des Innern gestellt und von der Bundeswehr mit medizinischem Personal besetzt. Durch die Fernsehserie Die Rettungsflieger erlangte das Bundeswehrkrankenhaus Hamburg  Bekanntheit, wenngleich für die Dreharbeiten als Stützpunkt nicht das tatsächliche Areal des Hamburger Bundeswehrkrankenhauses gezeigt wurde.
2023 soll das Schifffahrtsmedizinische Institut der Marine von seinem Standort in Kronshagen bei Kiel auf das Gelände des Bundeswehrkrankenhauses Hamburg verlegt werden. Schwerpunkte in Forschung und Lehre des Institutes bilden die Tauch- und Überdruckmedizin, die Präventivmedizin und die Psychologie. Das Bundeswehrkrankenhaus wird damit auch über eine Druckkammer verfügen.

## Kommandeure und Ärztliche Direktoren (bis 2017: Chefarzt)
| Nr. | Name                | Beginn der Berufung          | Ende der Berufung | Dienstgrad  |
| --- | ------------------- | ---------------------------- | ----------------- | ----------- |
| 1   | Ewald Kleist        | seit Umgliederung zum BwKrhs | März 1971         | Generalarzt |
| 2   | Hans-Hartwig Clasen | April 1971                   | März 1975         | Generalarzt |
| 3   | Dietrich Tuschy     | April 1975                   | März 1979         | Admiralarzt |
| 4   | Klaus Penner        | April 1979                   | September 1981    | Admiralarzt |
| 5   | Dietrich Hallbauer  | Oktober 1981                 | September 1983    | Generalarzt |
| 6   | Rolf Kirchem        | Oktober 1983                 | März 1986         | Admiralarzt |
| 7   | Alfons Grutzka      | April 1986                   | September 1990    | Generalarzt |
| 8   | Gerhard Schöner     | Oktober 1990                 | Juni 1993         | Generalarzt |
| 9   | Ulrich Philipp      | Juli 1993                    | März 2006         | Oberstarzt  |
| 10  | Michael Zallet      | April 2006                   | August 2008       | Oberstarzt  |
| 11  | Johannes Nakath     | September 2008               | Mai 2012          | Oberstarzt  |
| 12  | Joachim Hoitz       | Juni 2012                    | September 2019    | Generalarzt |
| 13  | Knut Reuter         | September 2019               | März 2022         | Admiralarzt |
| 14  | Thomas Harbaum      | April 2022                   |                   | Generalarzt |